# 阿皮
阿皮（法語：Appy，法語發音：[api]）是法国阿列日省的一个市镇，属于富瓦区。

## 地理
阿皮（42°47'26"N, 1°43'59"E）面积6.1 平方千米，位于法国奧克西塔尼大區阿列日省，该省份为法国西南部内陆省份，西部和北部与上加龙省接壤，东临奥德省，东南至东比利牛斯省接壤，南与安道尔和西班牙接壤。
与阿皮接壤的市镇（或旧市镇、城区）包括：阿克西亚、蒙费里耶、于尔斯、韦布尔。

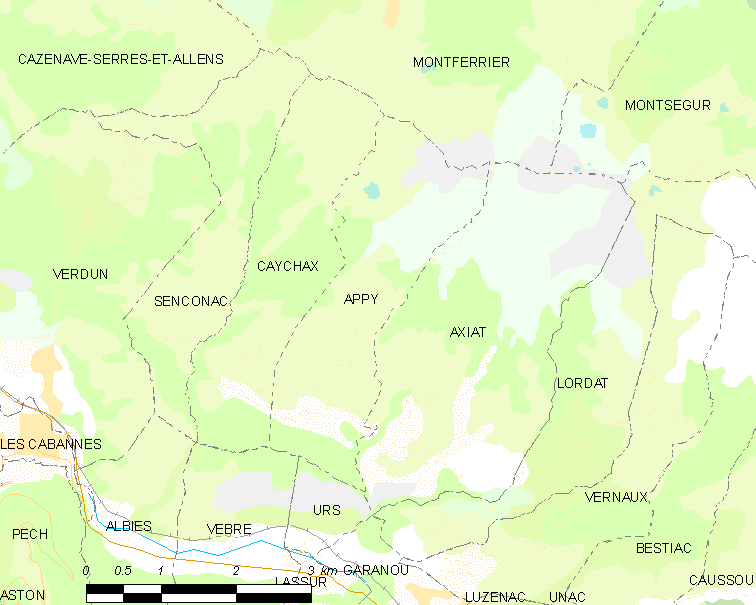
阿皮的OSM定位图

阿皮的时区为UTC+01:00、UTC+02:00（夏令时）。

## 行政
阿皮的邮政编码为09250，INSEE市镇编码为09012。

## 政治
阿皮所属的省级选区为上阿列日县。

## 人口

1962-2008年间阿皮人口变化图示

阿皮于2022年1月1日时的人口数量为28人。